# Białopiór (herb szlachecki)
Białopiór – polski herb szlachecki z nobilitacji. Nazwa herbu jest stylizowana na staropolską, co było częstą praktyką w przypadku herbów nadawanych w epoce Stanisława Augusta Poniatowskiego.

## Opis herbu
W polu złotym łabędź srebrny z orężem czerwonym, trzymający w dziobie strzałę srebrną, płynący po wodzie błękitnej.
W klejnocie nad hełmem w koronie trzy pióra strusie, przeszyte strzałą.
Labry złote, podbite srebrem.

## Historia herbu
Nadany w 1791 roku Eustachemu Hieronimowi Khittelowi, konsyliarzowi królewskiemu.

## Herbowni
Kittel – Khittel.